# Williamsiella ocellatus
Williamsiella ocellatus är en insektsart som först beskrevs av Ian A. Hood 1939.  Williamsiella ocellatus ingår i släktet Williamsiella och familjen rörtripsar. Inga underarter finns listade i Catalogue of Life.